# Mann gegen Mann
A Mann gegen Mann a Rammstein együttes Rosenrot című albumához kiadott kislemez-dal, amelyhez klipet is forgattak Jacob Hellner rendezésében. A provokatív videó tele van homoszexualitással és egy csapat férfi tűnik fel benne teljesen meztelenül. A zenekar tagjai is mind meztelenek, és hangszerükkel takarják el intim testrészeiket. Az énekes Till Lindemann egy leginkább "latex pelenkaként" leírható ruhadarabot visel az ágyéka elfedésére. Az MTV cenzúrázatlanul játssza a klipet, Németországban viszont csak 22:00 után vetíthetik, mivel 16 éven aluliaknak nem ajánlott.

## Külső hivatkozások
- Dalszöveg Archiválva 2009. szeptember 16-i dátummal a Wayback Machine-ben
- Videóklip a YouTube-on
- Az album hivatalos oldala